# Hutnik Nowa Huta (szachy)
Hutnik Nowa Huta – polski klub szachowy funkcjonujący w latach 1961–1974, wicemistrz Polski z 1963 roku.

## Historia
Sekcja szachowa Hutnika Nowa Huta powstała w 1961 roku. Początkowo klub liczył 73 członków. W 1962 roku szachiści Hutnika zajęli pierwsze miejsce w grupie III drugiej ligi, wyprzedzając w tabeli Start Łódź i Concordię Piotrków Trybunalski. W składzie drużyny znajdowali się wówczas m.in. Jacek Bednarski, Ryszard Gąsiorowski, Stanisław Porębski, Tadeusz Maczek, Helena Świerkosz i Grażyna Gaweł. Po awansie do I ligi do klubu dołączyli m.in. Jerzy Kostro, Józef Lesiak i Elżbieta Kowalska. W 1963 roku Hutnik zajął czwarte miejsce w I lidze. Rok później klub zdobył wicemistrzostwo Polski, ulegając jedynie Legionowi Warszawa. W późniejszych sezonach klub nie osiągał już znaczących sukcesów na szczeblu seniorskim. Jego zawodnikami byli później również m.in. Jerzy Konikowski i Kazimierz Steczkowski. W 1975 roku z inicjatywy prezesa KKSz Kraków Jerzego Krzyworzeki, sekcja szachowa Hutnika została wcielona do KKSz.